# Tiphobiosis montana
Tiphobiosis montana là một loài Trichoptera trong họ Hydrobiosidae. Chúng phân bố ở miền Australasia.